# Curtiss XP-62
El Curtiss XP-62 (Curtiss Model 91) fue un prototipo de avión de caza pesadamente armado, de altas prestaciones y monomotor, construido para el Cuerpo Aéreo del Ejército de los Estados Unidos por la Curtiss-Wright Corporation. Fue la primera ocasión en la que en un caza monoplaza estadounidense se introducía una cabina presurizada.

## Diseño y desarrollo
Los términos del contrato, en concordancia con una propuesta del 29 de abril de 1941, solicitaban que el primer vuelo se realizase a los quince meses de la concesión. La velocidad máxima en vuelo nivelado a 8230 m (27 000 pies) tenía que ser de al menos 753 km/h. El avión debía presentar una cabina presurizada con aire acondicionado. El armamento propuesto era de ocho cañones de 20 mm o doce ametralladoras de 12,7 mm, montados en las alas. Fueron ordenados dos prototipos; el primero fue designado XP-62 y el segundo, XP-62A. El 21 de agosto de 1941, las especificaciones fueron presentadas para el XP-62, reduciendo la velocidad máxima a 721 km/h con ocho cañones de 20 mm e incrementando el peso cargado en 697 kg.
Durante una revisión del proyecto del 1 de enero de 1942, las especificaciones del contrato fueron revisadas de nuevo: el peso cargado sería reducido eliminando cuatro cañones y desmontando el sistema antihielo de la hélice. El 25 de mayo de 1942 se concedió un contrato por 100 P-62.
Antes de que la construcción pudiera comenzar, el contrato fue cancelado el 27 de julio de 1942, ya que afectaría a las entregas de los urgentemente necesitados P-47 Thunderbolt construidos por Curtiss.

### Pruebas
Los retrasos en la entrega del único compresor de presión de cabina y las modificaciones del motor retrasaron el primer vuelo del XP-62 hasta el 21 de julio de 1943, y sólo se produjo una cantidad limitada de vuelos de pruebas con el mismo. Debido a su baja prioridad, los trabajos progresaron lentamente y en el otoño de 1944, el XP-62 fue desguazado. Debido a las insuficientes pruebas de vuelo, no se obtuvieron las características completas de las prestaciones.

## Operadores
Estados Unidos
- Fuerzas Aéreas del Ejército de los Estados Unidos

## Especificaciones (XP-62)
Referencia datos: Enciclopedia Ilustrada de la Aviación Vol.5 pag. 1277

### Características generales
- Longitud: 12 m (39,5 ft)
- Envergadura: 16,4 m (53,7 ft)
- Altura: 5 m (16,2 ft)
- Superficie alar: 39 m² (419,8 ft²)
- Peso vacío: 5340 kg (11 769,4 lb)
- Peso cargado: 6650 kg (14 656,6 lb)
- Peso máximo al despegue: 7552 kg (16 644,6 lb)
- Planta motriz: 1× motor radial de 18 cilindros en dos filas, refrigeración por aire y sobrealimentado Wright R-3350-17.
  - Potencia: 1716 kW (2366 HP; 2333 CV)
- Hélices: Tripala coaxial contrarrotatoria

### Rendimiento
- Velocidad máxima operativa (Vno): 721 km/h (448 MPH; 389 kt)
- Alcance: 2400 km (1296 nmi; 1491 mi)
- Techo de vuelo: 10 900 m (35 761 ft)
- Carga alar: 171 kg/m² (35 lb/ft²)
- Potencia/peso: 260 W/kg (0,16 hp/lb)

## Aeronaves relacionadas

### Secuencias de designación
- Secuencia Numérica (interna de Curtiss): ← 87 - 88 - 90 - 91 - 92 - 93 - 94 →
- Secuencia P-_ (Cazas (Pursuit) del USAAC/USAAF/USAF, 1924-1962): ← P-59 - P-60 - P-61/C - XP-62 - P-63 - P-64 - P-65 →